# Walter
Walter (Вальтер) — з 1911 року чеський виробник мотоциклів, автомобілів та автобусів. Штаб-квартира розташована в Празі. 1937 року компанія припинила виробництво автомобілів.

## Йозеф Вальтер
Йозеф Вальтер почав свій бізнес в 1898 році, у віці 24 років, спочатку він займався ремонтом велосипедів, потім потихеньку почав збирати власні велосипеди із покупних деталей. Через 2 роки він вдало одружився з однією із дочок багатого ділка. Придане допомогло йому переїхати в нове приміщення, в яке було закуплено аж 8 електричних виробничих машин. До нього приєднався його брат Антонін, разом вони випускали велосипеди, проте незабаром заможні клієнти стали просити більшого, і в 1902 році брати побудували перший мотоцикл, який посів 3-тє місце на виставці того року.
Однак серійне виробництво почалося лише в 1905 році, коли був готовий новий завод. До 1908 року було збудовано та продано близько 300 мотоциклів марки «Вальтер». 1909 року фірма стала будувати трицикли. Що цікаво, то ці трицикли мали карданний привід до заднього моста, а не ланцюговий, як у конкурентів.

## Заснування компанії
Ці трицикли стали дуже популярні серед не дуже багатих сімей, які не могли собі дозволити повноцінний автомобіль, попит зростав, разом з ним довелося розширювати виробничі потужності. Однак фінансово Вальтер не міг впоратися самотужки, тому на допомогу була покликана фірма Breitfeld-Danek, яка не виконала своїх зобов'язань. Тому Йозефу Вальтеру довелося попросити своїх друзів скинутися, організувавши 1.12.1911 року акціонерне товариство Walter a.s.. Президентом фірми призначили Вальтера, якому дозволили свободу дій, також він став технічним директором фірми.
В 1912 році Йозеф вирушає на своєму трициклі в дальню поїзду, він їде в місто Київ. Такий пробіг послужив йому гарною рекламою, і українці замовляють в цілому близько 50 таких транспортних засобів. А незабаром одним з головних ринків збуту стала Російська імперія.

## Початок виробництва автомобілів
В 1913 році будується новий завод, а на місце головного конструктора приходить Плоцек, який вважається одним з піонерів чеськоморавського автомобілебудування. Незабаром був побудований перший автомобіль компанії, який отримав 4-циліндровий мотор, об'ємом 1.2 л і потужністю в 14 сил.
Слідом за ним побудували 1.8 л модель, потужністю 20 сил, яка отримала індекс WII, і модель WIII з 2.6 л 26-сильним мотором. Перша модель пішла в серію ще в 1913 році, а дві більш старші — на початку 1914 року. Тоді ж «В1» виставили на перегони малолітражних автомобілів Збраслав-Йіловіште, в яких гонщик на прізвище Затка відірвався від переслідувача більше, ніж на 6 хвилин. Незабаром на всіляких гонках перемагали не тільки мотоцикли марки «Вальтер», але й автомобілі.
В серпні 1914 року спалахнула пожежа, у результаті були знищені кузовний та малярний цехи. Слідом за цим розгорілася Перша світова, так що виробництво автомобілів не встигли відновити, завод переключився на виробництво двигунів вантажівок фірми «Даймлер» для австро-угорської армії, також завод випускав снаряди, не були забуті і мотоцикли, які йшли на потреби армії, вони так і називалися — Kriegsmodell.

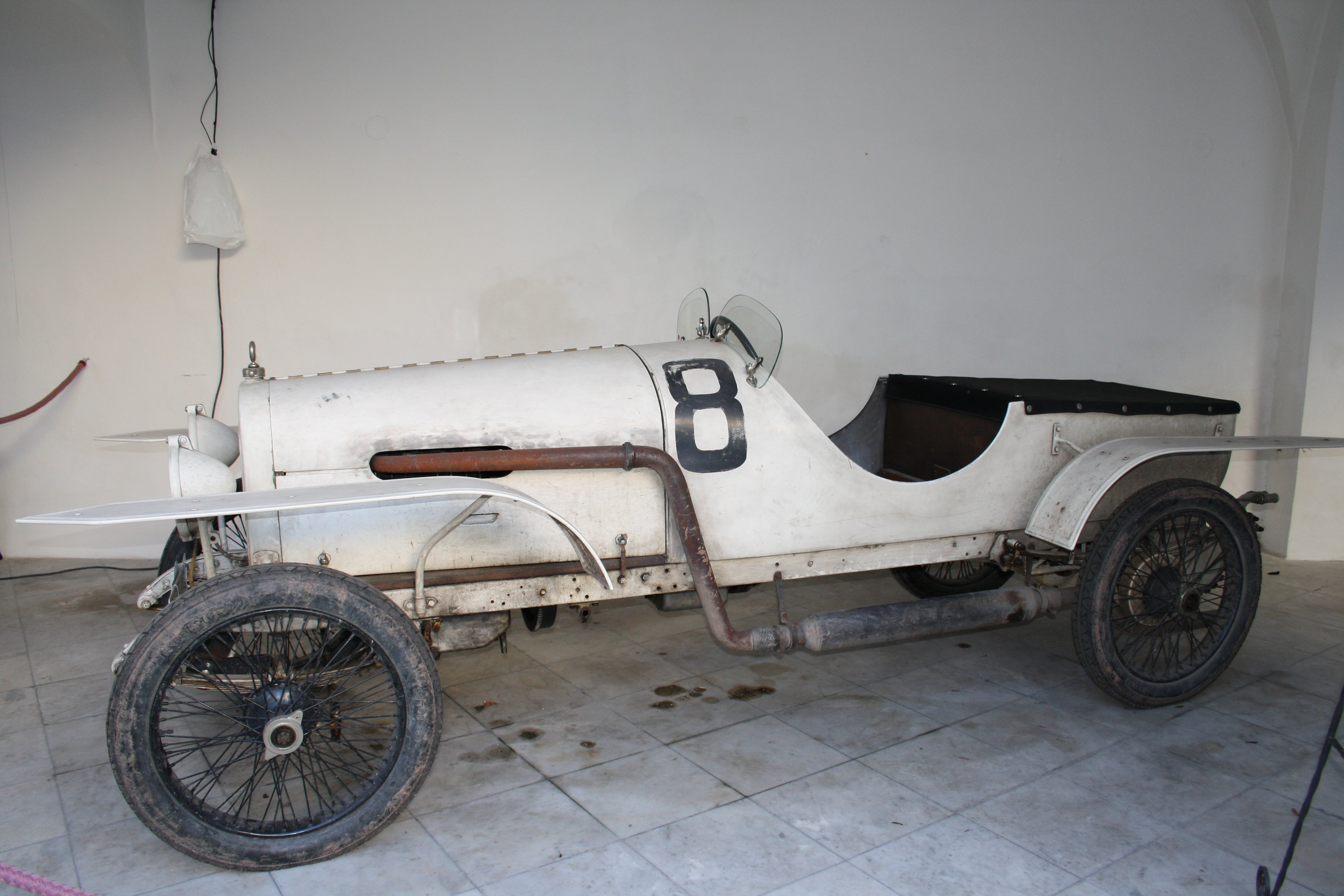
Walter WZ 1500 Roadster

Після виникнення такої держави, як Чехословаччина, фірма в червні 1919 року була реорганізована і перейменована в «Akciová továrna automobilů Josef Walter a spol.», тобто «АТ Автомобілі Йозефа Вальтера та інших». В 1921 в серію йде модель WZ1500, модернізована довоєнна модель, мотор розточили до 1.5 л, що дозволило зняти 18 сил з нього, а зі спортивної машини — всі 30 сил, що допомагало їй розганятися до 100 км/год. Автомобілі були продемонстровані на найбільшому тоді післявоєнному ярмарку в травні-червні 1921 року, причому заводські гонщики демонстрували можливості автомобілів на п'ятачках в 300 м.
Незабаром автомобілі марки знову стали брати участь в гоночних заходах.
В 1922 році Йозеф Вальтер подає у відставку і йде з фірми, президентом компанії стає Ян Новак, одна з передбачуваних версій відходу Вальтера — підсиджування його з боку крупного інвестора-дворянина Кумпера, який її в 1911 році вклав гроші в підприємство, проте сам Вальтер відкрив фірму з виробництва шестерень.
Через рік автомобіль модернізували, він отримав індекс WIZ, потужність мотора збільшили до 21 сили, а коробка передач стала 4-ступінчастою. Також з'явилася модель WIZI, яка комплектувалася 2.1 л мотором, потужністю 25 сил.
Тоді ж в 1923 році фірма «Вальтер» починає виробляти за ліцензією авіаційні двигуни фірми BMW. У наслідку авіадвигуни і стануть головною сферою діяльності.
Що стосовно автомобілів, то до в 1924 року модель WIZ модернізують, і вона отримує індекс PI, в 1925 році виходить PII, потужність 1.9 л мотора дорівнює 25 сил.
Через рік з'являється PIII, цей той же «П2», тільки з мотором, потужністю в 30 к.с..
Тоді ж з'являється PIV з мотором 2.4 л, потужністю 35 сил.

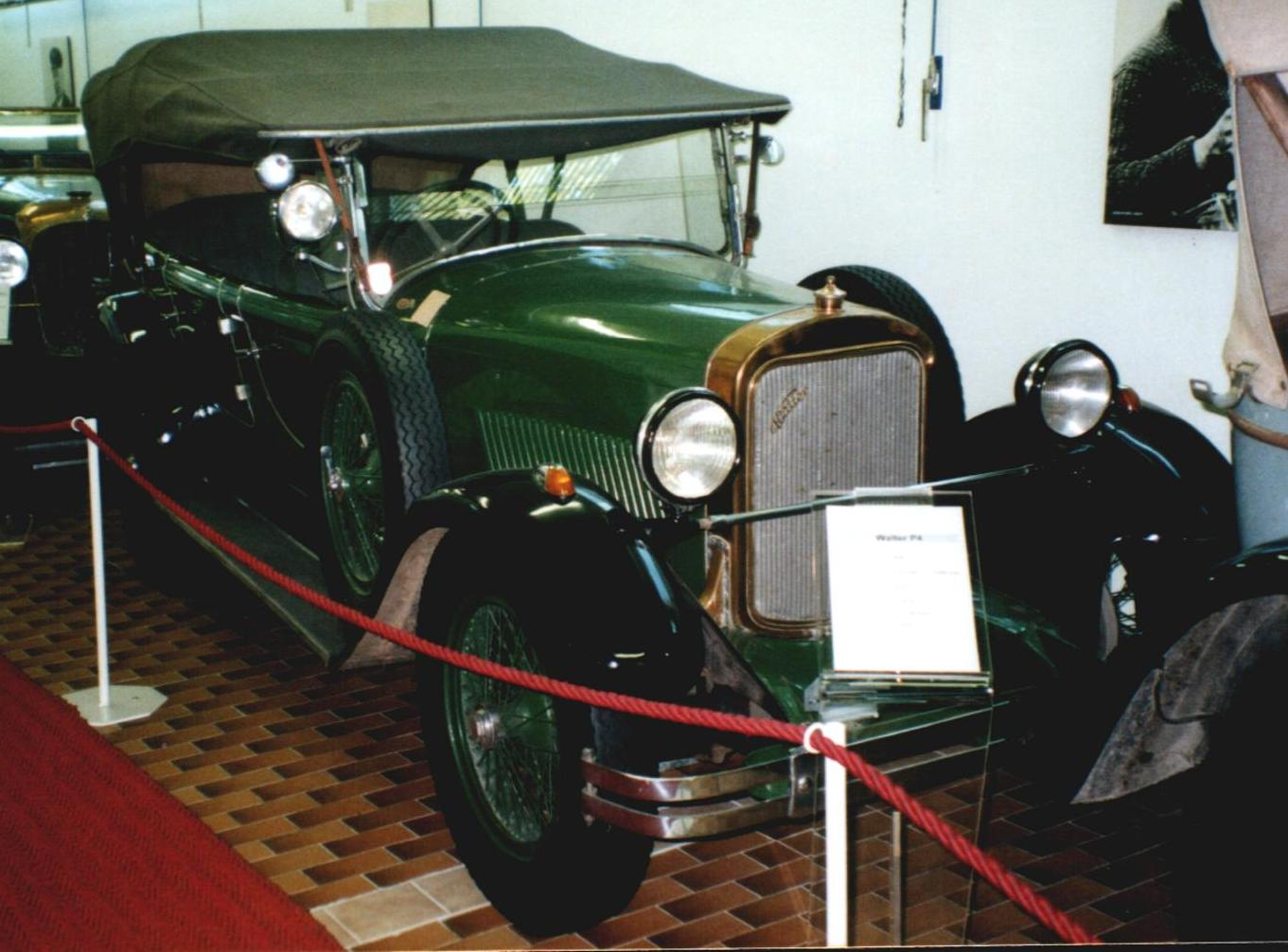
Walter 6В з кузовом кабріолет фірми Sodomka

В 1927 році фірма починає виробляти крім легкових автомобілів вантажівки і автобуси. Через рік з'являються моделі 4В і 6В. Перший мав 1.7 л мотор, потужністю 27 сил, другий має вперше в практиці фірми 6-циліндровий мотор, об'ємом в 2.8 л і потужністю в 59 сил, проте вже через 2 роки його об'єм був доведений до 3.3 л, а потужність — до 70 сил.

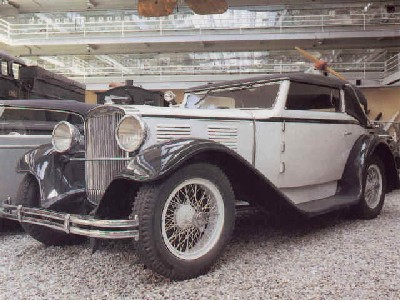
Walter Standart 6

В 1930 році 4-циліндрова модель зникає з програми, а 6-циліндровий 6В з мотором, об'ємом в 2.9 л, перейменовується в Standart 6, мотор стає на 6 сил потужнішим, а 3.3 л мотор ставиться на Super 6.
В 1931 році з'являється найрозкішніша модель — Royal. Машина оснащується 5,9-літровим V12 мотором, потужністю в 120 сил, коробка передач була 4-ступінчастою і мала вакуумне напівавтоматичне перемикання передач. Машина за рівнем оснащення стояла в одному ряду з автомобілями «Роллс-Ройс». Однак у розпал кризи такі машини нікому не потрібні, і їх вдається продати всього 5 штук, всі з різними кузовами. Але мотор і шасі цього авто лягли в основу автобусів компанії — Walter D.

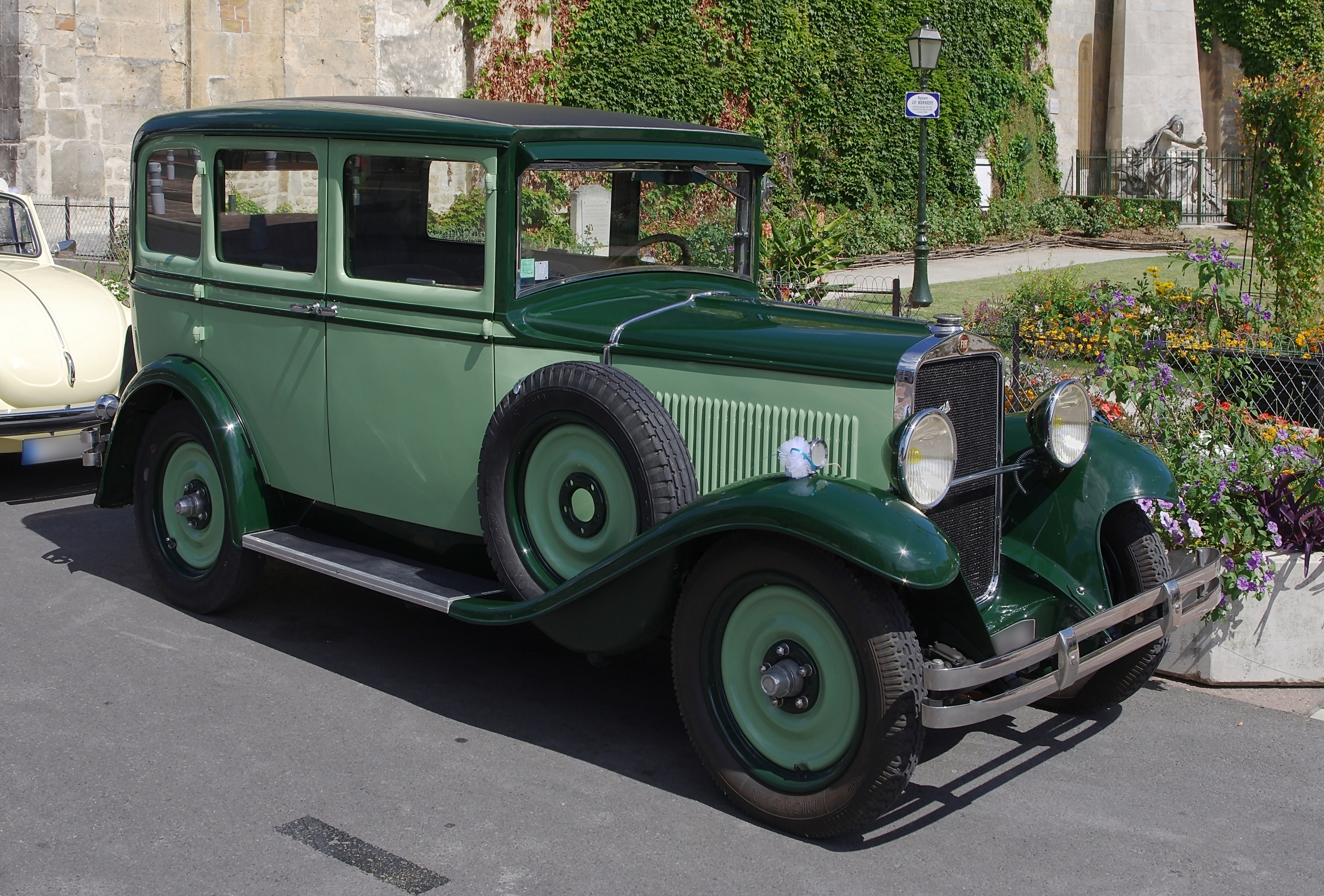
Walter Bijou Sedan

Компанія розуміє, що з дорогими автомобілями не вижити, в Турин їде делегація, і домовляється про покупку ліцензії на «Фіат 514», в тому ж році машина починає продаватися як Walter Bijou, мотор був копією «фіатовського», об'ємом 1.4 л і потужністю 32 к.с..
Через рік виробничий ряд поповнює малолітражна «Фіат 508 Балілла», яка отримує нове ім'я — «Юніор», мотор автомобіля був однолітровим, потужністю 24 сили. У варіанті «Спорт» мотор розвивав 30 сил, а в «Супер Спорт» був 1.1 л мотор, потужністю 35 сил, з Італії можна було замовити «тюнінг-пакет», який дозволяв знімати 40 к.с.. Junior SS широко використовувався в різних спортивних заходах, проте до наших днів дійшло всього 5 машин.

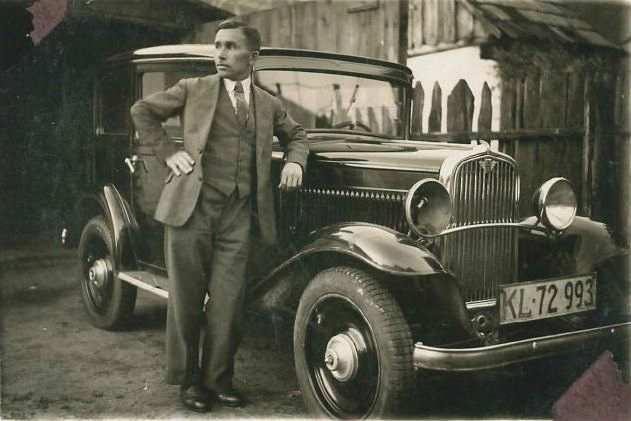
Walter Junior Sedan 1934 року

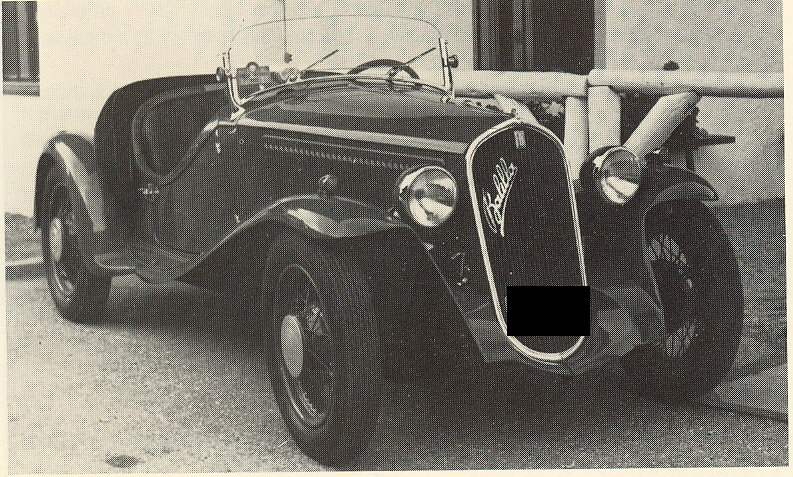
Walter Junior SS

В 1934 році Junior модернізували зовні і замінили 3-ступінчасту коробку на 4-швидкісну. А технічною родзинкою моделі «Юніор», починаючи з 1932 року, були гідравлічні гальма, які були швидше винятком на маленьких автомобілях, ніж правилом.

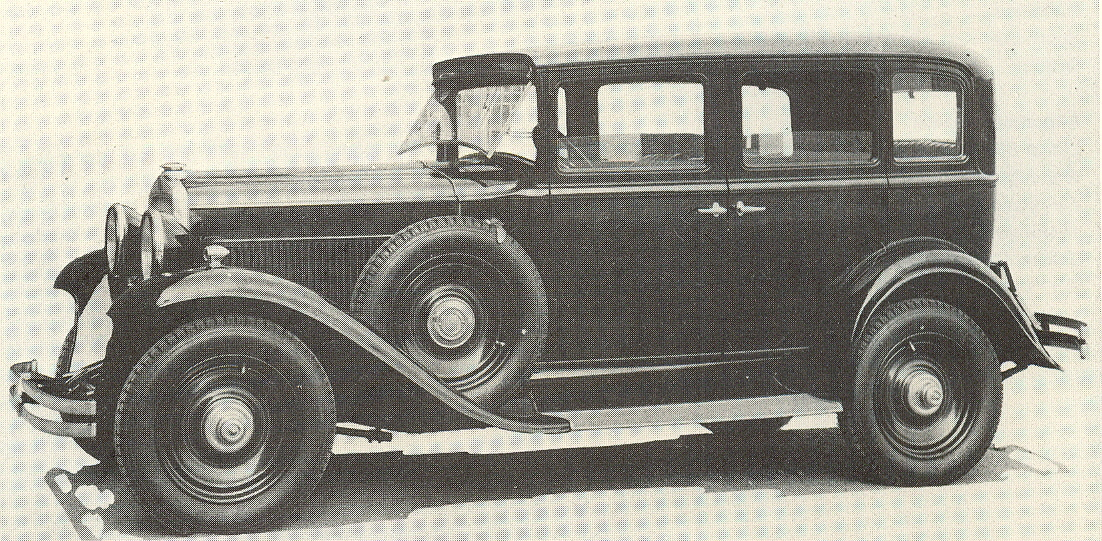
Walter Lord

В 1933 році купується ще одна ліцензія — на «ФІАТ 522», машини отримують найменування Princ і Lord, обидва вони комплектуються моторами, об'ємом 2.5 л, але потужність першого 50 сил, а другого — 55, оскільки використовуються 2 карбюратора замість одного.
В 1934 році модернізують модель «Супер 6», її двигун форсують до 80 сил, і вона отримує новий індекс — Regent. На шасі цих автомобілів Йосип Содомка побудував аеродинамічні кузови, які тоді входили в моду, машина з ними могла розвивати швидкість в 130 км/год.
У тому ж році Йіндржіх Кнапп виграє на автомобілі «Вальтер 6В» 1000-мильні гонки Чехословаччини.

## Припинення виробництва автомобілів. Виробництво авіаційних двигунів
У 1937 році фірма припиняє випуск легкової продукції, незабаром з окупацією фашистської Німеччиною Чехословаччини завод переходить суто на випуск авіамоторів, до речі, наприкінці війни завод випускав вже і реактивні мотори. 1941 року на заводі відбувся страйк кваліфікованих робітників, які страйкували проти маленьких продовольчих пайків, на що співробітники Гестапо відповіли відправкою 10 робочих в концтабори. Наприкінці війни, під час відступу, німецькі війська почали обстрілювати завод, в артилерійському бомбардуванні брали участь і військовослужбовці РОА під командуванням генерала Власова, до речі, через 5 днів після цієї події цього товариша взяли в полон радянські війська.
Після звільнення Чехословаччини, в червні 1945 року, завод відновлює свою діяльність, спочатку ремонтує автомобілі, які постраждали в ході боїв. У жовтні завод націоналізується, тоді запускається в серію новий авіаційний двигун, а через два місяці 3-оє членів сім'ї Кумперу, які керували фірмою під час окупації, арештуються.
Після війни фірма не продовжила випускати свої автомобілі, але вона виробляла шасі і мотори для автомобілів Aero Minor II.

## Закриття компанії
Після 1951 року, коли завод припинив випускати автомобільні комплекти, у виробництві залишилися тільки авіаційні двигуни, і саме фірма «Моторлет», в яку перейменували колишній «Вальтер», поставляла мотори на літаки «МіГ-15». 1995 року завод повернув колишню назву, але в 2008 році фірму придбав General Electric, і марка «Вальтер» знову канула в небуття.

## Список легкових автомобілів Walter
- 1913 - Walter WI
- 1914 - Walter WII
  - Walter WIII
- 1921 - Walter WZ1500
- 1923 - Walter WIZ
  - Walter WIZI
- 1924 - Walter PI
- 1925 - Walter PII
- 1926 - Walter PIII
  - Walter PIV
- 1928 - Walter 4B
  - Walter 6B
- 1930 - Walter Standart 6
- 1931 - Walter Royal
  - Walter Bijou
- 1932 - Walter Junior
- 1933 - Walter Princ
  - Walter Lord
- 1934 - Walter Regent